# E31T
ビジネスケータイ E31T（ビジネスケータイ イーさんいちティー）は、東芝が開発・製造し、富士通東芝モバイルコミュニケーションズ（現・FCNT）によって発売された、auブランドを展開するKDDIおよび沖縄セルラー電話のCDMA 1X WIN対応ストレート式フィーチャーフォン型スマートフォンである。メーカー型番はSS11-J01（えすえす いちいち じぇい ぜろいち）。

## 概要
- auブランドのスマートフォンは法人向けとして2代目にあたる機種で、当初から個人（一般）ユーザー向けとしての発売の予定は検討されておらず、ヤマト運輸において2011年1月現在使用されているE03CAを置き換える形で、同社のセールスドライバー向けに導入される。オリジナルUIを除く基本プラットフォーム（OS）、およびCPUなどの各種デバイスに関しては個人ユーザー向けとして発売されている既存のdynapocket IS02（TSI01・RP8-J01）にほぼ準拠しているが、形状はNTTドコモのハンディーターミナル型スマートフォンの、F-05Bなどと同等に防水ストレートでタッチパネルに対応し、キーボードに関してはQWERTYキーではなく、テンキーパッドが採用されている。なお、バッテリーパックに関しては本機専用の大容量タイプのもの（1880mAh）が使用されている。
- 本機種は旧・東芝モバイルコミュニケーション社が最後に単独で開発・製造したスマートフォンでもある。また、2011年のTOSHIBAブランドのスマートフォン（IS11T、およびIS12Tが該当）に関しては富士通東芝名義での開発・製造となる。
- 2011年夏モデルの法人向けスマートフォンのEIS01PT（PT01E）以降の機種より新型番ルールが採用されたため、旧型番ルールを用いたau向けの法人向けスマートフォンとしては最後の機種となった。

## 歴史
- 2010年（平成22年）7月14日 - ワイヤレスジャパン2010にて、本機が公開される。[2]
- 2010年8月6日 - 連邦通信委員会（FCC）を通過。
- 2011年（平成23年）1月以降 - ヤマト運輸へ5万台を納入。
- 2011年4月以降 - 全国にて法人向けとして発売。
- 2011年10月18日 - Microsoft My Phoneのサービスが終了。
- 2012年（平成24年）5月17日 - Windows Mobile 6.x Marketplace のサービスが終了[3]。
- 2012年7月22日 - L800MHz（旧800MHz帯・CDMA Band-Class 3）帯によるサービスの停波によりそれ以降はN800MHz（新800MHz帯・CDMA Band-Class 0）帯および2GHz（CDMA Band-Class 6）帯の各サービスで利用する事となる。
- 2012年9月 - 法人向けの販売を終了。
- 2022年3月31日 - 同キャリアにおける3Gサービスの完全終了・停波により、当機種は全て使用不可となる[4][5]。

## 主な機能・サービス
- Microsoft® My Phone
- Internet Explorer Mobile6
- Outlook  Mobile（連絡先、予定、仕事）
- Office Mobile（Word Mobile、Excel Mobile、PowerPoint Mobile）
- Mail、Messenger（Windows Live Messenger　Windows Live メール　Outlookメール等）
- Windows Media Player Mobile（WMA(WMA9を含む)・WMV(ASFを含む)・MP3・MP4・AAC・M4A・M4A・H.264・AMR対応）
- 自動ログイン機能
- 電卓
- 世界時計
- 天気予報アプリ
- ActiveSync®[6]（アプリケーションのインストールのほかに、PC上のMicrosoft OutlookとE31TのPIM（メール、予定表、連絡先、仕事）との同期ができる。企業利用であれば、Microsoft Exchange Serverとのリモートでの同期が図れる。その他に、音楽、動画、WordやExcelなどのファイルのPCとの共有などができる）
- Adobe Reader LE
- Bluetooth
- ボイスレコーダー
- タスクマネージャ
- 伝言メモ
- RSS・Hub
- ボイス短縮ダイヤル
- SIMマネージャ
- 手書きメモ
- 名刺OmCR
- スマートフォンアドレス帳移行ツール
- SPB Backup
- Cyber-SIGN
- PCメール
- PCデータ通信機能
- Cメール
- KDDIオリジナルランチャ（個人向けスマートフォンであるIS02の「NX!UI」に相当するUI）

| 主な対応サービス                                     | 主な対応サービス                 | 主な対応サービス                                             | 主な対応サービス              |
| ---------------------------------------------------- | -------------------------------- | ------------------------------------------------------------ | ----------------------------- |
| LISMO!                                               | LISMOビデオクリップ              | LISMO Video                                                  | 着うたフル 着うたフルプラス   |
| au BOX                                               | ワイヤレスミュージック           | au Smart Sports Run & Walk Karada Manager カロリーカウンター | EZナビウォーク                |
| EZ助手席ナビ                                         | 安心ナビ                         | 災害時ナビ                                                   | ナカチェン                    |
| EZアプリ FullGame! Bluetooth対戦                     | EZアプリ(BREW)                   | オープンアプリプレイヤー                                     | PCサイトビューアー            |
| EZケータイアレンジ アレンジメニュー                  | au oneガジェット                 | じぶん銀行アプリ                                             | EZ・FM                        |
| EZチャンネル EZチャンネルプラス EZニュースフラッシュ | Touch Message                    | EZFeliCa                                                     | ケータイ de PCメール          |
| デコレーションメール                                 | デコレーションアニメ             | au one メール                                                | 緊急地震速報 緊急通報位置通知 |
| ワンセグ                                             | グローバルパスポート (CDMA・GSM) | 無線LAN機能 (Wi-Fi WIN) 赤外線通信                           | Bluetooth auフェムトセル      |

## 注・出典
＊1 - 色表示の意味は左からフロントパネル、サイド、背面パネル
1. ↑  2012年7月23日より利用不可
2. ↑  「KDDI、ヤマト運輸が導入予定の防水・防塵スマートフォン「E31T」を展示」 - ITmedia +D Mobile（2010年7月14日）
3. ↑  Windows Mobile 6.x Marketplace のサービス終了について - 日本マイクロソフト 2012年5月18日、2013年3月1日閲覧。
4. ↑  auの3Gサービス「CDMA 1X WIN」が2022年3月末をもって終了　VoLTE非対応4G LTE端末も対象 - ITmedia 2018年11月16日
5. ↑  「CDMA 1X WIN」サービスの終了について - KDDI 2018年11月16日
6. ↑  Windows® XPでこの機能を利用する場合、別途インストールが必要。なお、Windows Vista®およびWindows® 7で利用する場合、別途Windows Mobile® デバイスセンターをインストールする必要がある。